# Rosa Venerini
Rose Venerini, M.P.V. (9. února 1656, Viterbo – 7. května 1728, Řím) byla italská římskokatolická řeholnice, zakladatelka a členka kongregace Zbožných učitelek Venerini. Katolická církev ji uctívá jako světici.

## Život
Narodila se dne 9. února 1659 ve Viterbu rodičům Goffredovi a Marzii Zampichetti. Její otec, který byl uznávaným lékařem, pocházel z obce Castelleone di Suasa v regionu Marche. Matka pocházela ze starého rodu Viterbů. Měla čtyři sourozence; Dominica, Marii Maddalenu, Rosu a Orazia.
Ve věku 7 let složila slib, že zasvětí celý svůj život Bohu. Ve věku 20 let, na podzim roku 1676, na radu svého otce a po smrti svého snoubence vstoupila do dominikánského kláštera svaté Kateřiny, kde byla řeholnicí také její teta Anna Cecilia. O několik měsíců později z kláštera odešla domů, aby se po otcově smrti postarala o svoji matku. Její bratr Domenico zemřel ve věku 27 let, o dva měsíce později zemřela i její matka. Její sestra Maria Maddalena se provdala a odešla z domova, kde poté zůstala již jen se svým bratrem Oraziem. 
V květnu roku 1684 začala ve svém domě shromažďovat dívky a ženy ze svého sousedství, aby se modlily růženec. V té době cítila jako své poslání formaci mladých dívek.
Roku 1692 založila ženskou řeholní kongregaci Zbožných učitelek Venerini, do které také sama vstoupila. Dne 30. srpna téhož roku založila pod vedením svého duchovního vůdce, se souhlasem biskupa místní diecéze Urbana Sacchettiho a s pomocí svých přítelkyň Gerolamy Coluzzelli a Porziy Bacci ve Viterbu školu pro chudé dívky a mladé ženy. Sama zde také spolu s dalšími členkami jí založené kongregace vyučovala. Toto její dílo si získalo i přes počáteční odpor ze strany části kléru, kterému musela se svými spolupracovnicemi čelit, veliký věhlas a začalo se rozšiřovat. V letech 1692–1694 založila dalších deset škol, převážně v Montefiasconu a ve vesnicích v okolí Bolsenského jezera. V té době ji např. podporoval kardinál Giovanni Francesco Barbarigo, synovec sv. Řehoře Barbariga. Její přítelkyní a zároveň spolupracovnicí byla také sv. Lucia Filippini.
Pokusila se také založit školu v Římě, což se jí dlouho nedařilo až do roku 1713, kdy školu v centru Říma poblíž Kapitolského vrchu spoluzaložila. Dne 24. října 1716 schválil papež Klement XI., který sám navštívil její školu v Římě, její dílo. Díky papežově podpoře poté založila více škol po celé Itálii. Navázala na spiritualitu sv. Ignáce z Loyoly, kdy spojila aktivní apoštolát s kontemplativní modlitbou. Denně také docházela na mši svatou.
Zemřela dne 7. května 1728 v Římě. Její ostatky byly uloženy v kostele Il Gesù v Římě. Při příležitosti jejího blahořečení byly přeneseny do mateřského domu jí založené kongregace v témže městě.

## Úcta
Její beatifikační proces započal dne 16. května 1928, čímž obdržela titul služebnice Boží. Dne 6. března 1949 ji papež Pius XII. podepsáním dekretu o jejích hrdinských ctnostech prohlásil za ctihodnou.
Blahořečena byla dne 4. května 1952 v bazilice sv. Petra papežem Piem XII. Dne 28. dubna 2006 byl uznán zázrak na její přímluvu, potřebný pro její svatořečení. Svatořečena pak byla dne 15. října 2006 na Svatopetrském náměstí papežem Benediktem XVI.
Její památka je připomínána 7. května. Bývá zobrazována v řeholním oděvu.